# Kit Harington
Christopher Catesby „Kit” Harington (n. 26 decembrie 1986, Greater London, Anglia, Regatul Unit) este un actor englez. Este cel mai notabil pentru interpretarea rolului Jon Snow, un personaj principal din serialul Urzeala tronurilor. A jucat rolul lui Albert  în producția originală West End Calul de luptă.

## Filmografie

### Film
| An   | Titlu                                      | Rol             | Note        | Ref(s) |
| ---- | ------------------------------------------ | --------------- | ----------- | ------ |
| 2012 | Silent Hill: Revelation                    | Vincent Smith   |             | [ 14 ] |
| 2014 | Pompeii                                    | Milo            |             | [ 15 ] |
| 2014 | How to Train Your Dragon 2                 | Eret            | Rol de voce | [ 16 ] |
| 2014 | Testament of Youth                         | Roland Leighton |             | [ 17 ] |
| 2014 | Seventh Son                                | Billy Bradley   |             | [ 18 ] |
| 2015 | Spooks: The Greater Good                   | Will Holloway   |             | [ 19 ] |
| 2016 | Brimstone                                  | Samuel          |             | [ 20 ] |
| 2018 | The Death & Life of John F. Donovan        | John F. Donovan |             | [ 21 ] |
| 2019 | How to Train Your Dragon: The Hidden World | Eret            | Rol de voce | [ 22 ] |
| 2021 | Eternals                                   | Dane Whitman    |             | [ 23 ] |

### Televiziune
| An        | Titlu                | Rol             | Note                                            | Ref.   |
| --------- | -------------------- | --------------- | ----------------------------------------------- | ------ |
| 2011–2019 | Game of Thrones      | Jon Snow        | Rol principal                                   | [ 24 ] |
| 2015      | 7 Days in Hell       | Charles Poole   | Television film                                 | [ 25 ] |
| 2017      | Gunpowder            | Robert Catesby  | Miniseries; also creator and executive producer | [ 26 ] |
| 2018      | Zog                  | Sir Gadabout    | Rol de voce; television film                    | [ 27 ] |
| 2019      | Saturday Night Live  | Rolul său       | Host; Episodul: "Kit Harington/Sara Bareilles"  | [ 28 ] |
| 2020      | Criminal: UK         | Alex            | Episodul: "Alex"                                | [ 29 ] |
| 2021      | Friends: The Reunion | Rolul său       | Special TV                                      | [ 30 ] |
| 2021      | Modern Love          | Michael         | Episodul: "Strangers on a (Dublin) Train"       |        |
| TBA       | Extrapolations       | Nicholas Bilton | Serie viitoare                                  | [ 31 ] |

### Radio
| An   | Titlu    | Rol de voce | Note        | Ref.   |
| ---- | -------- | ----------- | ----------- | ------ |
| 2019 | Chivalry | Sir Galaad  | BBC Radio 4 | [ 32 ] |

### Jocuri video
| An   | Titlu                          | Rol de voce | Note                             | Ref.   |
| ---- | ------------------------------ | ----------- | -------------------------------- | ------ |
| 2015 | Game of Thrones                | Jon Snow    | Based on the TV series           | [ 33 ] |
| 2016 | Call of Duty: Infinite Warfare | Salen Kotch | Also motion capture and likeness | [ 34 ] |

## Teatru
| An        | Titlu     | Rol              | Note                                  |
| --------- | --------- | ---------------- | ------------------------------------- |
| 2008–2009 | War Horse | Albert Narracott | Olivier Theatre și New London Theatre |
| 2010      | Posh      | Ed Montgomery    | Royal Court Theatre                   |

## Premii și nominalizări
| An   | Lucrare nominalizată | Premiu                                                                                 | Rezultat     |
| ---- | -------------------- | -------------------------------------------------------------------------------------- | ------------ |
| 2011 | Game of Thrones      | Saturn Award for Best Supporting Actor on Television                                   | Nominalizare |
| 2011 | Game of Thrones      | Scream Award for Best Ensemble                                                         | Nominalizare |
| 2011 | Game of Thrones      | Screen Actors Guild Award for Outstanding Performance by an Ensemble in a Drama Series | Nominalizare |

## Legături externe
- Kit Harington la Internet Movie Database